# Epsilon Microscopii
ε Microscopii (Epsilon Microscopii; kurz ε Mic) ist mit einer scheinbaren Helligkeit von 4,71m der zweithellste Stern des am Südhimmel sichtbaren Sternbilds Mikroskop. Dennoch erscheint er – wie alle Sterne dieses Sternbilds – dem bloßen Auge als sehr lichtschwach und besitzt keinen Eigennamen. Nach im Dezember 2020 veröffentlichten Auswertungen der Messergebnisse der Raumsonde Gaia ist er etwa 170 Lichtjahre von der Erde entfernt. Wahrscheinlich ist er ein Einzelstern.
Der Spektraltyp und die Leuchtkraftklasse A1 V charakterisieren ε Microscopii als einen weiß leuchtenden Hauptreihenstern mit einer Oberflächentemperatur von annähernd 8700 Kelvin. Im Hertzsprung-Russell-Diagramm befindet er sich auf der Hauptreihe und verbrennt in seinem Inneren Wasserstoff durch Kernfusion zu Helium. Das Spektrum zeigt eine überdurchschnittliche Häufigkeit von Silizium in seiner Atmosphäre. Der Stern besitzt eine Masse von etwa 2,2 Sonnenmassen und einen Durchmesser von circa 2,2 Sonnendurchmesser. Er dreht sich ziemlich schnell mit einer projizierten Rotationsgeschwindigkeit von 127 km/s um seine eigene Achse. Sein Alter wird auf rund eine halbe Milliarde Jahre geschätzt.
John Flamsteed ordnete den Stern ursprünglich dem Sternbild Südlicher Fisch zu und versah ihn mit der Bezeichnung 4 Piscis Austrini, ehe Lacaille 1756 das Sternbild Mikroskop einführte und den Stern in ε Microscopii umbenannte.